# Vicariato apostolico di Calapan
Il vicariato apostolico di Calapan (in latino Vicariatus Apostolicus Calapanensis) è una sede della Chiesa cattolica nelle Filippine immediatamente soggetta alla Santa Sede. Nel 2022 contava 920.000 battezzati su 992.000 abitanti. È retto dal vescovo Moises Magpantay Cuevas.

## Territorio
Il vicariato apostolico comprende la provincia filippina di Mindoro Orientale.
Sede del vicariato è la città di Calapan, dove si trova la cattedrale di Gesù Bambino.
Il territorio si estende su 4.238 km² ed è suddiviso in 23 parrocchie.

## Storia
La prefettura apostolica di Mindoro fu eretta il 2 luglio 1936 con la bolla Ad catholicum nomen di papa Pio XI, ricavandone il territorio dalle diocesi di Lipa e di Jaro (oggi entrambe arcidiocesi). Sede della nuova prefettura apostolica, affidata ai missionari verbiti, era la città di Calapan.
Il 12 luglio 1951 in virtù della bolla Merito ab Apostolica di papa Pio XII la prefettura apostolica è stata elevata a vicariato apostolico e ha assunto il nome attuale.
Il 19 dicembre 1974 e il 27 gennaio 1983 ha ceduto porzioni del suo territorio a vantaggio dell'erezione rispettivamente della diocesi di Romblon e del vicariato apostolico di San Jose in Mindoro.

## Cronotassi dei vescovi
Si omettono i periodi di sede vacante non superiori ai 2 anni o non storicamente accertati.
- William Finnemann, S.V.D. † (4 dicembre 1936 - 26 ottobre 1942 deceduto)
- Henry Ederle, S.V.D. † (21 giugno 1946 - 12 luglio 1951 dimesso)
- Wilhelm Josef Duschak, S.V.D. † (12 luglio 1951 - 26 novembre 1973 dimesso)
- Simeon Oliveros Valerio, S.V.D. † (26 novembre 1973 - 26 settembre 1988 dimesso)
- Warlito Cajandig y Itcuas (17 aprile 1989 - 7 novembre 2022 sollevato)[1]
- Moises Magpantay Cuevas, dal 29 giugno 2023

## Statistiche
Il vicariato apostolico nel 2022 su una popolazione di 992.000 persone contava 920.000 battezzati, corrispondenti al 92,7% del totale.
| anno | popolazione | popolazione | popolazione | presbiteri | presbiteri | presbiteri | presbiteri                | diaconi | religiosi | religiosi | parrocchie |
| anno | battezzati  | totale      | %           | numero     | secolari   | regolari   | battezzati per presbitero | diaconi | uomini    | donne     | parrocchie |
| ---- | ----------- | ----------- | ----------- | ---------- | ---------- | ---------- | ------------------------- | ------- | --------- | --------- | ---------- |
| 1950 | 138.000     | 170.000     | 81,2        | 22         |            | 22         | 6.272                     |         |           | 21        | 12         |
| 1969 | 334.700     | 395.700     | 84,6        | 55         | 1          | 54         | 6.085                     |         | 58        | 29        | 28         |
| 1980 | 482.000     | 609.000     | 79,1        | 60         | 9          | 51         | 8.033                     |         | 54        | 44        | 30         |
| 1990 | 514.972     | 603.252     | 85,4        | 42         | 16         | 26         | 12.261                    |         | 49        | 52        | 19         |
| 1999 | 564.570     | 643.287     | 87,8        | 57         | 36         | 21         | 9.904                     |         | 42        | 73        | 21         |
| 2000 | 621.027     | 707.676     | 87,8        | 59         | 38         | 21         | 10.525                    |         | 42        | 69        | 21         |
| 2001 | 647.000     | 738.422     | 87,6        | 52         | 36         | 16         | 12.442                    |         | 39        | 75        | 21         |
| 2002 | 621.027     | 717.676     | 86,5        | 59         | 39         | 20         | 10.525                    |         | 43        | 69        | 21         |
| 2003 | 649.057     | 721.175     | 90,0        | 54         | 44         | 10         | 12.019                    |         | 21        | 79        | 21         |
| 2004 | 621.027     | 707.676     | 87,8        | 59         | 45         | 14         | 10.525                    |         | 25        | 70        | 20         |
| 2010 | 756.000     | 814.000     | 92,9        | 61         | 42         | 19         | 12.393                    |         | 19        | 79        | 23         |
| 2014 | 814.000     | 877.000     | 92,8        | 59         | 39         | 20         | 13.796                    |         | 20        | 70        | 23         |
| 2017 | 855.580     | 921.740     | 92,8        | 68         | 44         | 24         | 12.582                    |         | 24        | 74        | 23         |
| 2020 | 896.190     | 965.500     | 92,8        | 66         | 45         | 21         | 13.578                    |         | 21        | 67        | 23         |
| 2022 | 920.000     | 992.000     | 92,7        | 73         | 51         | 22         | 12.602                    |         | 24        | 61        | 23         |